# Giovanni Vescovi
Giovanni Vescovi est un joueur d'échecs brésilien né le 14 juin 1978 à Porto Alegre. Grand maître international depuis 1998, il a remporté sept fois le championnat du Brésil (en 1999-2000-2001, 2006-2007 et 2009-2010) et le championnat d'Amérique du Sud en 2001 à São Paulo (qui était un tournoi zonal).

## Carrière aux échecs
En 1994, Giovanni Vescovi finit troisième du championnat du monde d'échecs junior.
Lors du championnat du monde junior par équipe, en 1998, à Rio de Janeiro, il remporta la médaille d'or par équipe et la médaille d'or individuelle au premier échiquier du Brésil. En 1998, il fut battu en finale du championnat du Brésil par Rafael Leitão. En 2000, il battit en match Henrique Mecking (+2, −1, =3).
Vescovi remporta le tournoi des Bermudes en 2002, 2003 et 2004 (devant Boris Guelfand) et le tournoi international de São Paulo en 2005 et 2006.  En 2003, il finit deuxième du championnat continental des Amériques, derrière l'Américain Alexander Goldin.
Lors du Championnat du  monde de la Fédération internationale des échecs 2001-2002, il fut éliminé lors du deuxième tour par Veselin Topalov après avoir battu Boris Gulko (1,5 à 0,5).
Lors du Championnat du  monde de la Fédération internationale des échecs 2004, il fut éliminé lors du premier tour par Gadir Gousseinov.

## Olympiades
Leitão fut séclectionné dans l'équipe du Brésil lors de sept olympiades de 1994 à 2012 (remplaçant en 1996, il ne disputa pas de partie), jouant au premier échiquier en 1998, 2002 et 2006.